# Deep Sanderson
Deep Sanderson war ein britischer Renn- und Sportwagenhersteller, der Anfang der 1960er Jahre in Kleinstserie Sportcoupés auf BMC-Basis produzierte.

## Anfänge
Mit Erfolgen im Motorsport als Werksfahrer für die Morgan Motor Company wandte sich der Konstrukteur und Rennfahrer Chris Lawrence schon Anfang der 1960er-Jahre eigenen Projekten zu. Auf der Basis des Mini entwickelte er ein kleines Coupé, bei dem der Fahrschemel des BMC-Kleinwagens samt Motor-Getriebe-Einheit im Heck eingebaut wurde, wodurch mit wenig Aufwand ein Mittelmotorsportwagen entstand.
Die Vorderräder erhielten eine Aufhängung, die sich Lawrence als „Lawrence Link Suspension“ patentieren ließ. Als sein kleines Unternehmen nach 1963 in finanzielle Nöte geriet, verkaufte Lawrence das Patent an Rover.

## Fahrzeuge
Die ersten Fahrzeuge, die Deep Sanderson baute, waren der Deep Sanderson 101 und 202, beides Formel-Junior-Rennwagen.

### Deep Sanderson 301

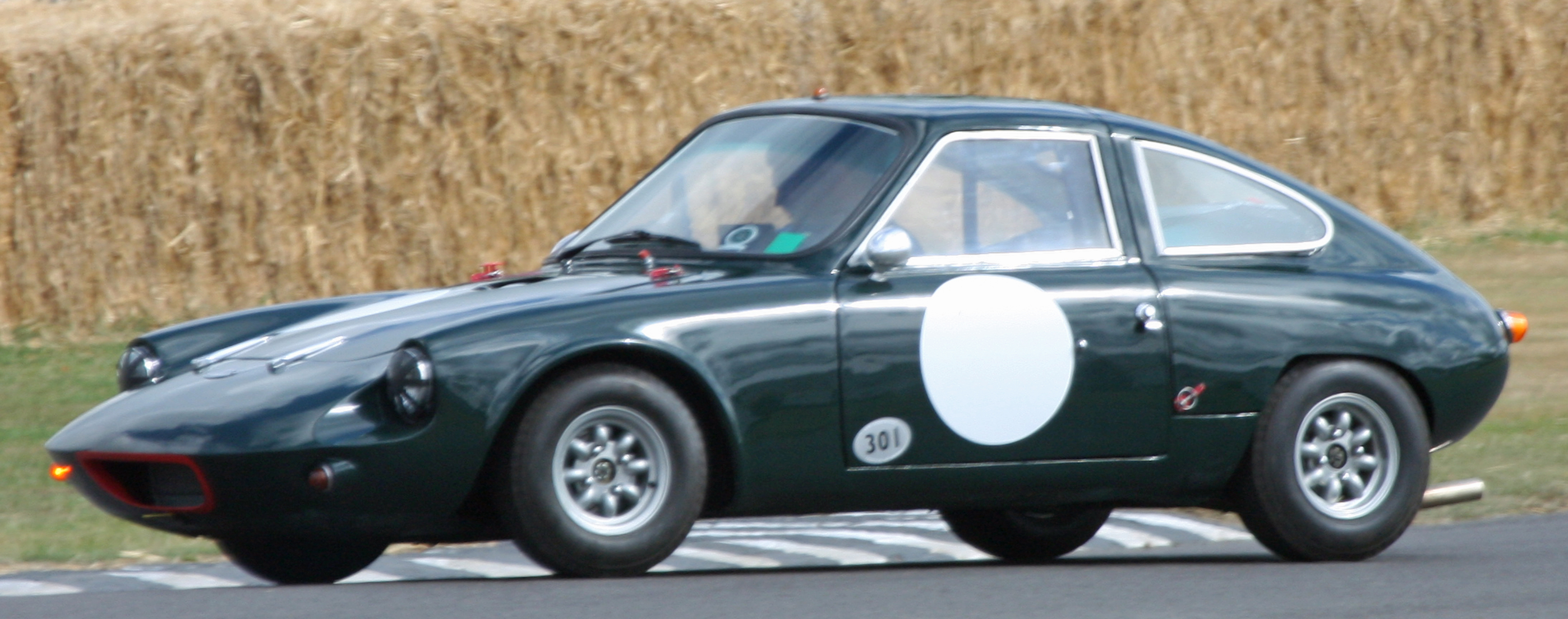
Deep Sanderson 301 Coupé

Der Deep Sanderson 301 hatte ein Zentralrohrchassis und eine sehr dünn laminierte GFK-Karosserie. Das gesamte Heck, fast das halbe Fahrzeug, konnte zwecks besserer Zugänglichkeit zum Motor hochgeklappt werden. Ein Motor des Mini mit gesteigerter Leistung trieb den Wagen an. Alle Fahrzeuge hatten vorne die „Lawrence Link Suspension“, deren Einjustierung sehr umständlich und vor allem zeitaufwendig war.
Insgesamt 29 Fahrzeuge wurden ab 1963 von J. A. Pearce Engineering gefertigt bzw. als Bausatz verkauft.

### Deep Sanderson 302
Diese Version blieb ein Einzelstück. Indem Lawrence ein 301-Coupé in der Mitte durchtrennte und um einige Zentimeter verlängerte, konnten Motoren längs eingebaut werden, zunächst ein Ford-Cortina 119E-Motor (Le Mans 1968), oder ein von Ted Martin für die Formel 1 entwickelter 3-Liter-Achtzylindermotor (Spa 1000 km 1968, Nürburgring 1000 km 1968), das Getriebe war das bewährte Hewland FT 200 aus dem Formelsport.

### Deep Sanderson „Twinny“
1963 baute Lawrence einen Formelwagen, den „Twinny“ mit Vierradantrieb, aber noch ungewöhnlicher waren zwei 1071-cm³-Downton-Motoren, die jeweils eine Achse antrieben. Probleme mit der Synchronisation waren ständige Begleiterscheinung bei Wettbewerbseinsätzen.

### Le Mans
Lawrence Tune Engineering fertigte zwei Coupés für den Einsatz bei den 24 Stunden von Le Mans 1963 (lediglich eines nahm schließlich teil), angetrieben mit 997-cm³-Motoren, die Downton präparierte.
In der 1-Liter-Klasse in Führung liegend wurden Lawrence/Spedding jedoch noch vor Rennende vom AOC disqualifiziert, weil die Durchschnittsgeschwindigkeit in der Nacht, als sich technische Probleme einstellten, zu gering war.
1964 versuchte Lawrence es noch einmal mit zwei 301-Coupés, nunmehr mit 1300-cm³-Downton-Motoren. Einer der Deep Sanderson wurde bei einem Unfall im Training zerstört, der zweite mit Lawrence/Spice am Steuer gab in der dritten Stunde mit einem Defekt an der Zylinderkopfdichtung das Rennen auf.
Mit dem Typ 302 kam es 1968 letztmals zu einem Einsatz in Le Mans, aber auch diesmal war dem Team durch eine Disqualifikation kein Erfolg beschieden, da der Fahrer, auf der Suche nach einem abgesprungenen Treibriemen der Benzineinspritzpumpe, sich mehr als 100 Meter vom Fahrzeug entfernt hatte.